# Huguette Caland
Huguette Caland (arabe : أوغيت الخوري; née El Khoury ; 19 janvier 1931-23 septembre 2019) est une peintre, sculptrice et créatrice de mode libanaise. Elle fait partie, avec Shafic Abboud, Etel Adnan, Yvette Achkar et Helen Khal des principales figures de l'art contemporain libanais,. 

## Biographie

### Jeunesse
Huguette Caland naît dans une famille de politiques libanais le 19 janvier 1931. Après l'indépendance du Liban en 1943, son père, Béchara el-Khoury, devient le premier président de ce pays, poste qu'il occupe pendant neuf ans.

### Carrière
Huguette Caland commence ses études à l'Université américaine de Beyrouth âgée d'une trentaine d'années, mais c'est à 16 ans qu'elle est s'initie à la peinture aux côtés de Fernando Manetti. 
En 1970, elle s'installe à Paris où elle vit et travaille comme artiste pendant 17 ans,. Elle est une invitée régulière au studio Feraud et y rencontre de nombreux artistes, dont André Masson, Pierre Schaeffer et Adalberto Mecarelli.  
En 1979, elle collabore avec le designer Pierre Cardin pour créer une ligne de caftans présentés à l'Espace Cardin. Elle rencontre le sculpteur roumain George Apostu, s'ensuit un mariage et une collaboration de plusieurs années (1983-1986), à Paris et dans le Limousin. Ils réalisent ensemble de nombreuses peintures et sculptures.   
À la suite de la mort de George Apostu, Huguette Caland s'installe à Los Angeles en 1987, où elle vit et travaille de 1987 à 2013. Dans son studio de Venice, elle accueille fréquemment des amis et artistes, notamment Billy Al Bengston, Ed Moses, Ken Price et Nancy Rubins. 
En 2013, elle revient à Beyrouth pour dire au revoir à son mari mourant et y reste jusqu'à la fin de sa vie, en septembre 2019.

## Œuvre
Huguette Caland est connue pour ses peintures abstraites érotiques et ses paysages corporels.  
Ses tableaux sont entre la figuration et l'abstraction. Elle débute dans les années 1970 la série intitulée Bribes de corps, où elle représente souvent, au sein de large composition ou de façon plus isolée, des détails du corps humain vus de très près et stylisés, bouche, vulve, hanches, enfant tétant un sein... Elle intitule aussi avec humour l'une de ses peintures, qui semble représenter une paire de fesses, d'autoportrait.

## Expositions

### Expositions personnelles
Longtemps peu connue, les œuvres d'Huguette Caland ne sont réellement montrées dans les musées que depuis les années 2000. Deux expositions monographiques, une rétrospective au Beiruth Exhibitions Center en 2013 et une exposition à Tate St Ives en 2019, sont parmi les plus importantes. Le Mathaf Arab Museum of Modern Art à Doha au Qatar prévoit au printemps 2020. 
La Galerie libanaise Janine Rubeiz a représenté le travail d'Huguette Caland depuis le début de sa carrière. Elle a organisé plusieurs expositions mettant en avant ses dernières créations.
En décembre 2024 et janvier 2025, la galerie Mennour à Paris lui consacre une rétrospective de sa série Brides de corps.

### Expositions collectives
Plusieurs expositions collectives majeures ont présenté les œuvres de l'artistes, parmi lesquelles :
- Lebanese Artists, Smithsonian Institution, Washington, 1970[8]
- Forces of Changes, Artists of the Arab World, National Museum of Women in the Arts, Washington, 1993[27]
- The Female Perspective, Museum of Art and Cultural Center, Los Angeles, 1996[28]
- Pinceaux pour Plumes, Fondation Libanaise de la Bibliothèque Nationale, Musée Sursock, Beyrouth, 2006
- Here and Elsewhere, Pacific Design Center, Weissman Foundation, 2010[29]
- Le Corps découvert, Institut du Monde Arabe, Paris, 2012[30]
- Made in LA, Hammer museum, Los Angeles, 2016[31]
- LVIIe Biennale de Venise, 2017[32]

## Distinctions
Huguette Caland est récompensée pour l'ensemble de sa carrière d'une médaille universitaire de l'Université américaine de Beyrouth en 2017.